# 国泰寺 (広島市)
国泰寺（こくたいじ）は、広島県広島市西区己斐上の大茶臼山西麓にある曹洞宗の寺院である。山号は蓬莱山。本尊は釈迦牟尼仏。

## 歴史

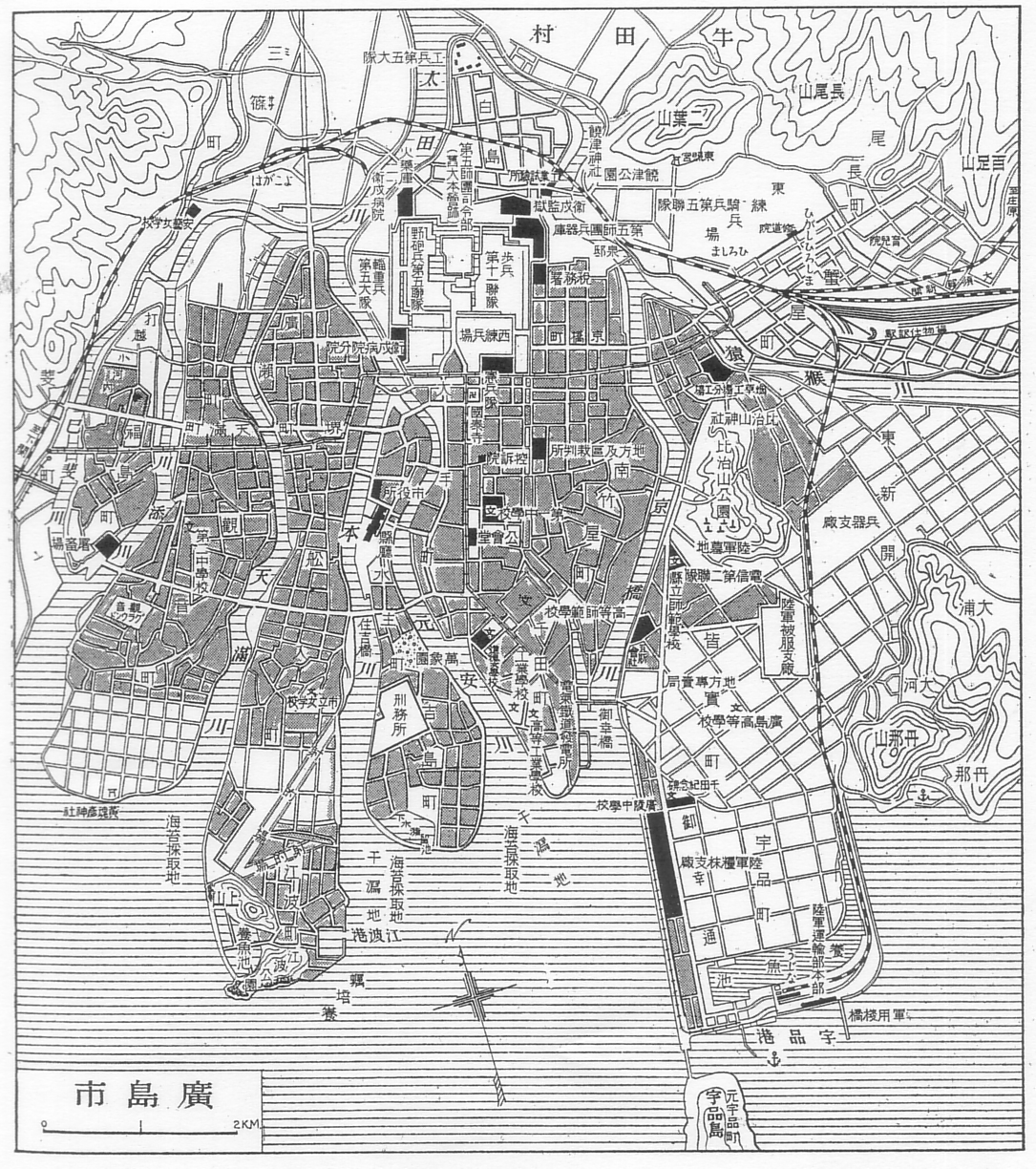
1930年頃の広島市地図 / 当時の国泰寺の所在地が示されている。

### 開基
文禄3年（1594年）、安国寺恵瓊が現在の広島市中区中町に臨済宗の寺院「霊仙寺」を「安国寺」として大改装したのに始まる。本堂建立に際しては朝鮮出兵で恵瓊が持ち帰った材木が使用された。豊臣秀吉死後、恵瓊は秀吉の遺髪を持ち帰り安芸安国寺「不動院」（広島市東区）と安国寺に遺髪塚を建立する。開基時においては現在の愛宕池跡付近が海岸線であり、それより南には広島湾が広がっていた。

### 藩政期
関ヶ原の戦い後に恵瓊が刑死し、毛利氏に代わり広島に入封した福島正則。その弟・嫰桂琳英が入寺すると、寺号は国泰寺と改められ同時に曹洞宗に改宗した。寺号は豊臣秀吉の戒名「国泰寺殿前太閤相国雲山俊龍大居士」からつけたもの。
福島氏ののち浅野氏の帰依を得て同家の菩提所となり寺領400石が寄進され、この地域における曹洞宗15ヶ寺の触頭の任に当たった。境内の面積は1町7反（約130m四方）に及び、元禄6年（1693年）にはさらに100石の加増を受け、広島藩5ヶ寺の一つとなった。また、寛永11年（1634年）までに境内から南の海面が埋め立てられると、新開地はこの寺にちなみ「国泰寺村」（現町名・国泰寺町）と命名された。

### 幕末維新期
元治元年（1864年）の第1次長州征伐に際しては、幕府軍の総督府（総督は尾張藩主徳川慶恕）が置かれ、切腹した長州藩3家老の首実検が行われた。翌慶応元年（1865年）には事後処理として幕府から派遣された永井尚志らの訊問使（近藤勇・伊東甲子太郎ら新選組幹部も同行）が、当寺で長州藩家老宍戸璣（山県半蔵）への糾問を行っている。また、明治期に入って明治6年（1873年）から明治9年（1876年）までには県庁仮庁舎が寺内に置かれていた。

### 国泰寺の大クスノキ
戦前、寺の境内にあったクスノキの大木は樹齢300年で国の天然記念物指定を受けていた。その根は境内の外の道路にまで伸びていたため、大正期になって寺の西側の通りに広島電鉄宇品線が開通した際、この近辺の軌道はクスノキの根を避けるよう若干カーブして敷設された。また、このクスノキの葉をモチーフとして県立広島一中（およびその後身たる県立広島国泰寺高校）の校章がデザインされるなど、当時の広島の風景を代表する存在として市民に広く親しまれていた。

### 原爆被災による壊滅
昭和20年（1945年）8月6日の原爆被災で爆心地から500mの位置にあった寺は全焼全壊し、境内の大楠も根元から倒壊した。寺院は第二次世界大戦後に再建された。

### 浅野家墓所の移動
昭和23年（1948年）には、藩政期以来境内に置かれていた浅野長晟以降の歴代藩主および一族の墓所が牛田町神田山の浅野家墓地（浅野山緑地）に移転された。また、吉長・重晟・長勲の墓は西区山手町の新庄山墓地にある。

### 新旧国泰寺の現況

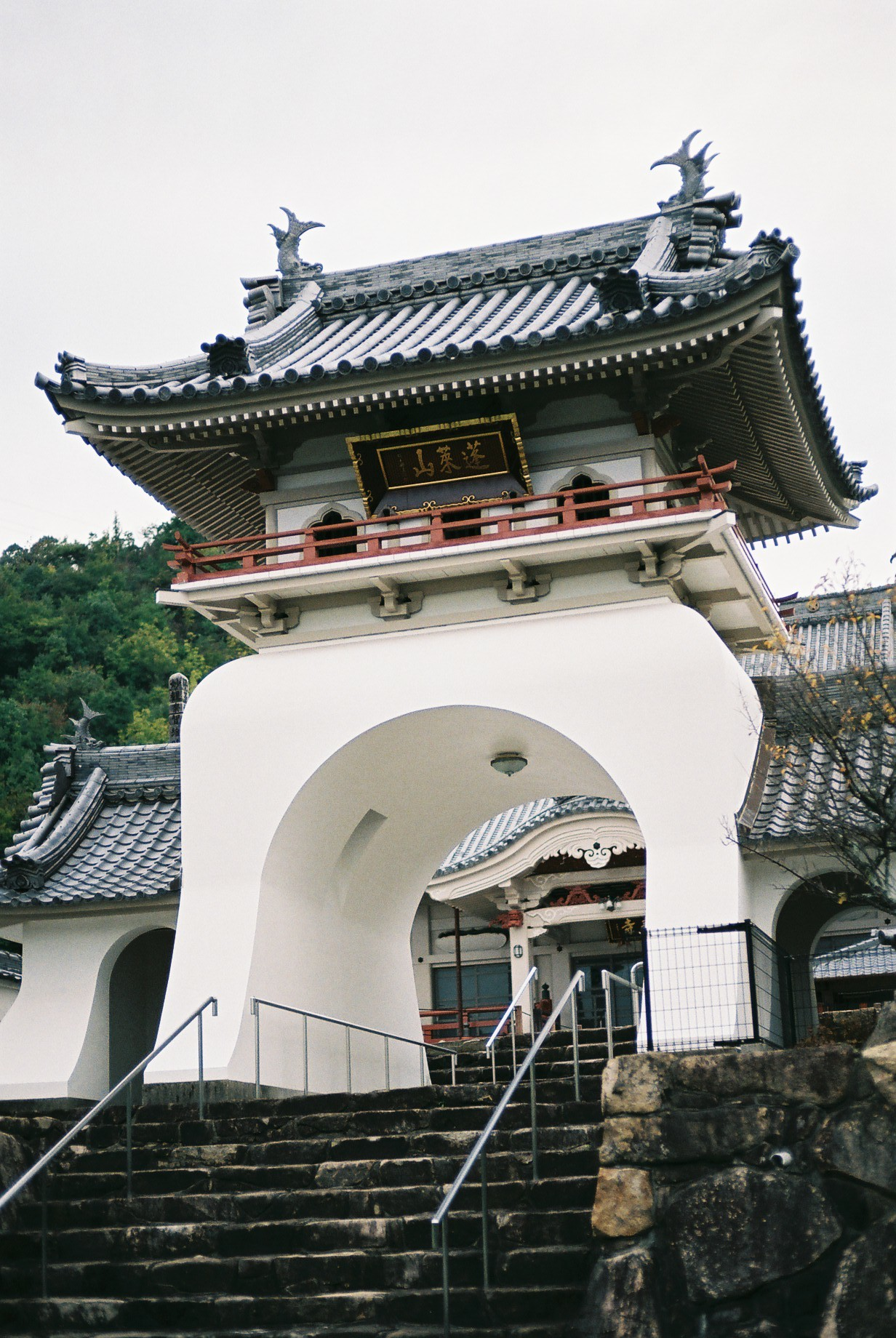
山門（西区己斐上）

隣接する白神社（現存）とともに、古い時代からのランドマーク的建造物であった当寺は、市内の再開発が進むなか昭和53年（1978年）に己斐に移転、現在に至っている。中町の旧境内には現在ANAクラウンプラザホテル広島が建てられており、同ホテル正面に残された寺の遺構（愛宕池跡）が往時を偲ばせている。

## 旧跡
「愛宕池跡」を除き、いずれも中町から移築または再建されたもの。

### 墓所
- 豊臣秀吉の遺髪塚
- 安国寺恵瓊の遺髪塚
- 香林院（大石良雄の妻）・大石大三郎（同三男）の墓
- 武林治庵（赤穂浪士の一人武林隆重の祖父。明人・孟二官）の墓

### 供養塔その他
- 赤穂義士追遠塔 - 大正2年（1913年）の建立。
- 仏舎利塔 - タイ王国仏教会寄贈の仏舎利、仏像が安置。
- 林為龍「不許薫酒入山門」石標 - 寺内での香菜と飲酒を禁じた戒律標。

### 境内跡地（中町）
- 愛宕池跡 - 市指定史跡。己斐の現地でなく旧・国泰寺跡に保存。

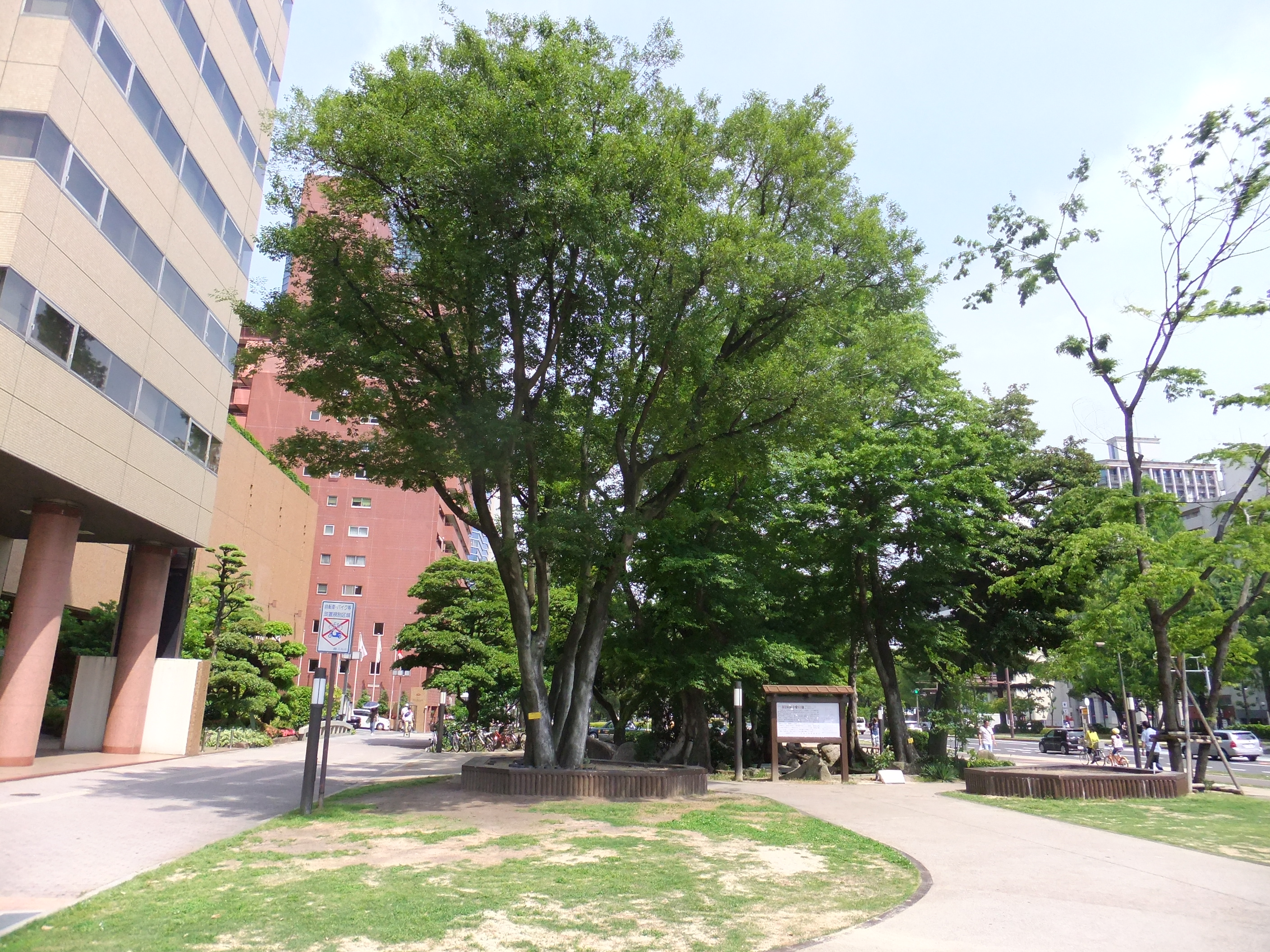
愛宕池跡
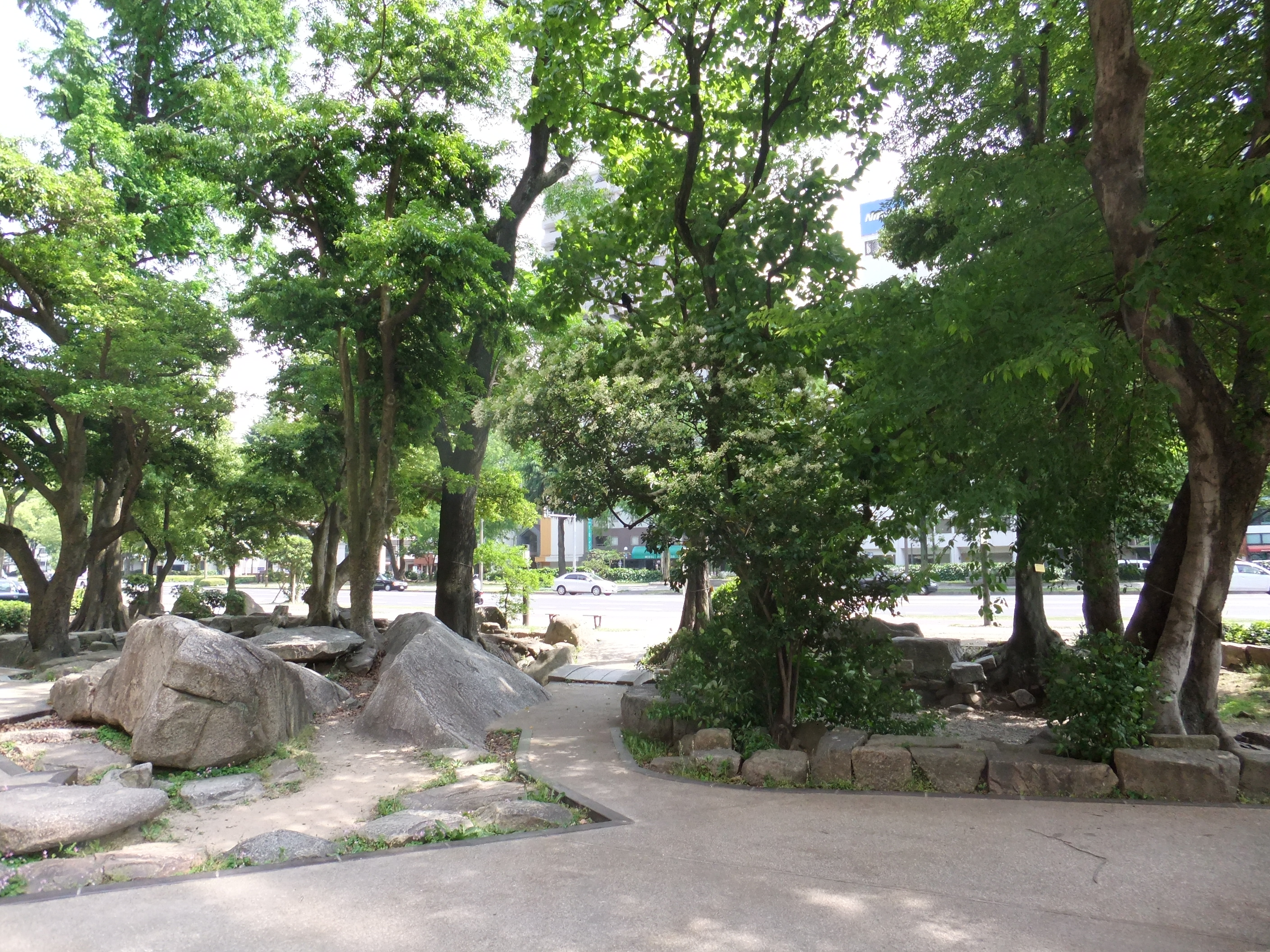
愛宕池跡
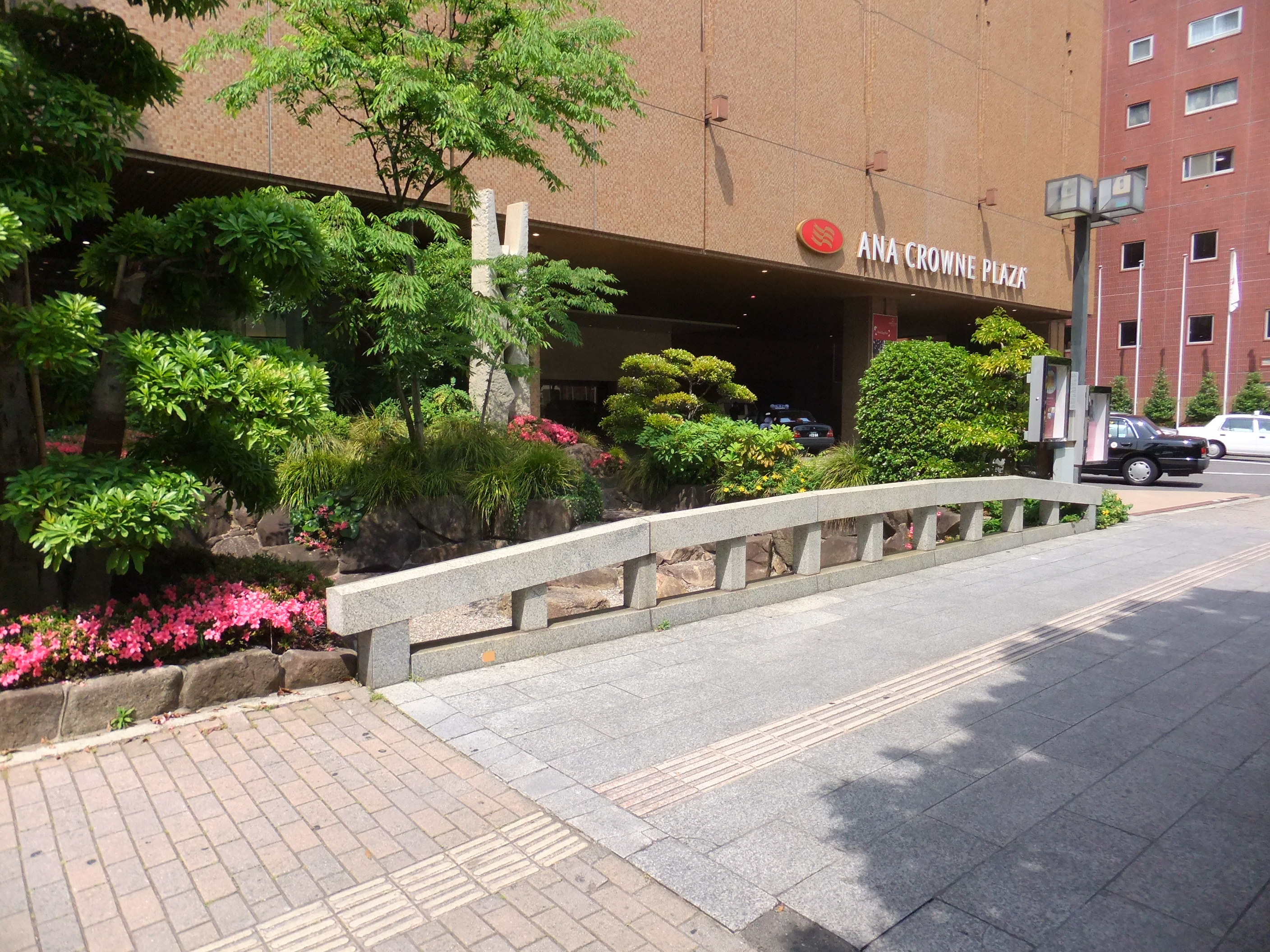
愛宕池跡

## 行事
- 豊臣秀吉供養のため毎年4月12日に「豊公祭」が行われる。茶を愛す秀吉のため、上田宗箇流による茶の献茶が行われる。
- 赤穂浪士大石内蔵助（良夫）の妻理玖、三男大三郎の墓があることから、毎年12月14日には「義士祭」が行われる（2020年の時点ではコロナウィルスにより開催を休止している）。